# Kiuic

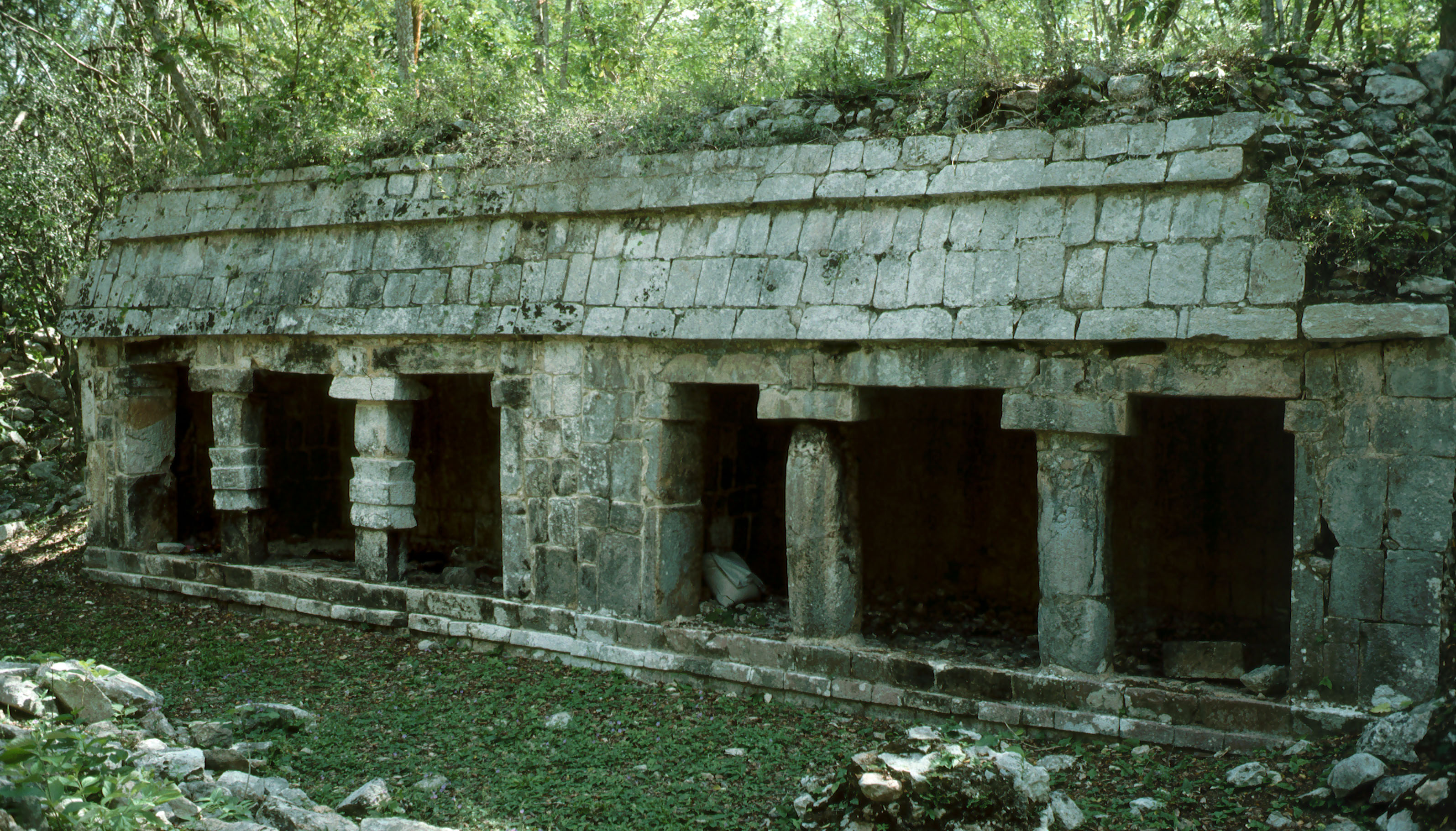
Kiuic – Palast

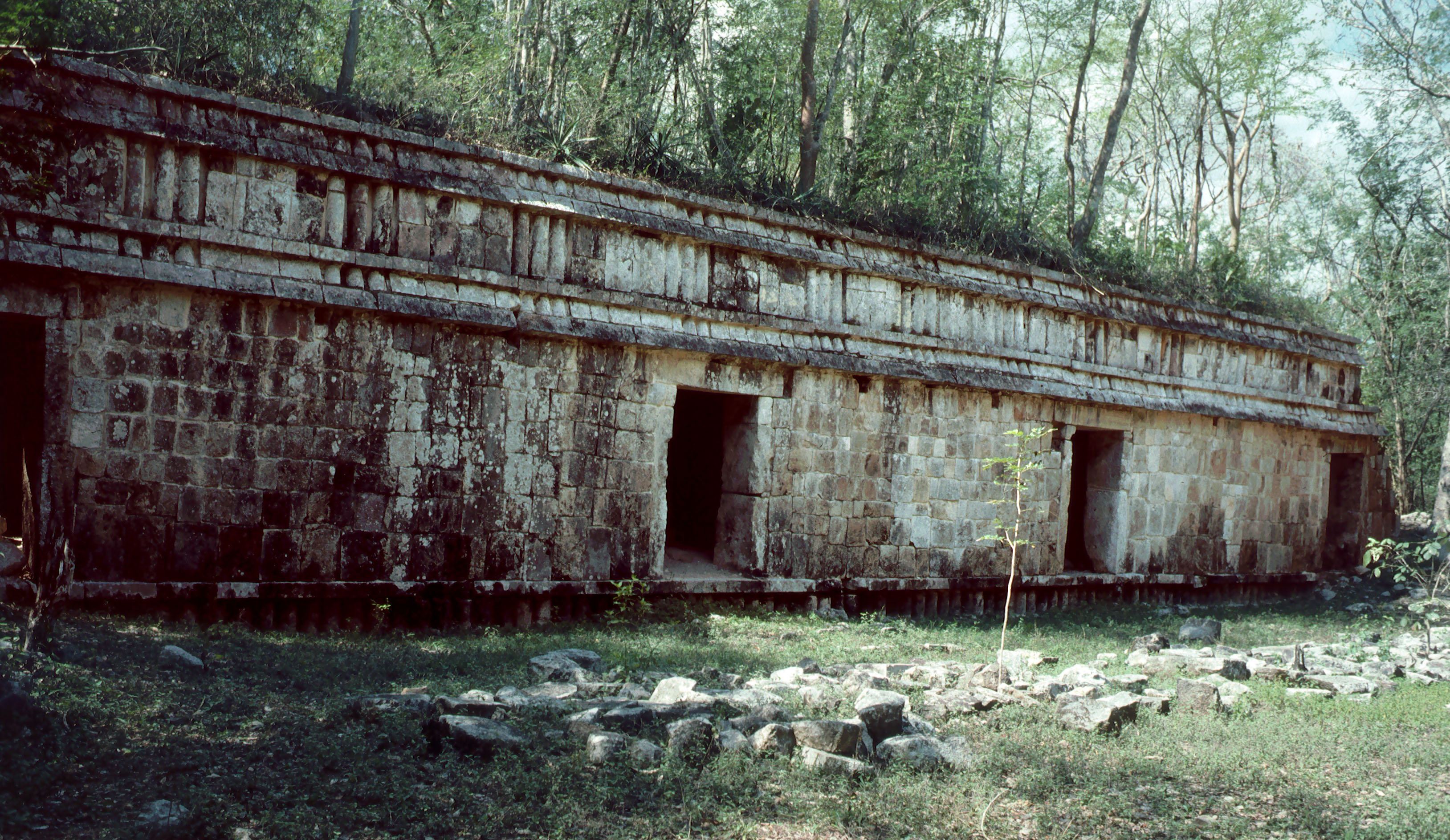
Kiuic – Palast

Kiuic (gespr. „Kivik“), manchmal auch Kaxil Kiuic, ist eine eher kleine Maya-Stätte im Norden der Halbinsel Yucatán in Mexiko.

## Lage
Die archäologische Stätte von Kiuic liegt im Buschwald Yucatans etwa 35 km Luftlinie bzw. ca. 80 km Fahrtstrecke südöstlich von Uxmal in einer Höhe von ca. 15 bis 25 m ü. d. M.

## Geschichte
Über die Anfänge der Besiedlung von Kiuic liegen noch keine Erkenntnisse vor; der Platz wurde irgendwann im 9. Jahrhundert plötzlich von seinen Bewohnern verlassen, Reibsteine und Gebrauchskeramik wurden zurückgelassen. Der Platz wurde zu Beginn des 20. Jahrhunderts wiederentdeckt. Umfangreichere Freilegungs- und Ausgrabungsarbeiten begannen jedoch erst im Jahr 2000.

## Bauten
Die eher kleine Maya-Stätte besteht heute aus drei relativ gut erhaltenen Palästen (palacios) im Puuc-Stil, einigen weiteren Steinbauten, einer unvollendeten Plaza und einer weitgehend zerstörten Tempelpyramide auf dem höchsten Punkt des Geländes. Bemerkenswert ist die Tatsache, dass einige Bauten unvollendet zu sein scheinen; die Stadt scheint also noch während der Bauarbeiten von ihren Bewohnern aufgegeben worden zu sein, möglicherweise infolge eines kriegerischen Überfalls.